# 70588 Frank Sinatra Drive
70588 Frank Sinatra Drive là một ngôi nhà hiện đại giữa thế kỷ ở Rancho Mirage, California, từng là nơi ở của ca sĩ kiêm diễn viên Frank Sinatra từ năm 1957 đến năm 1995.